# 연잎 효과

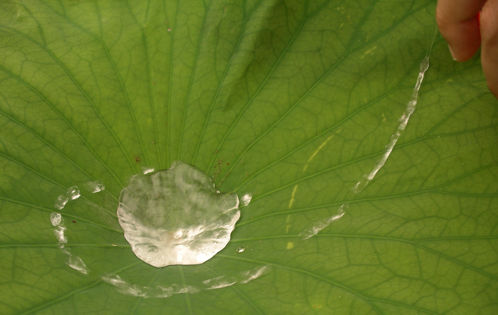
연잎 표면의 물방울

연잎의 컴퓨터 그래픽 이미지.

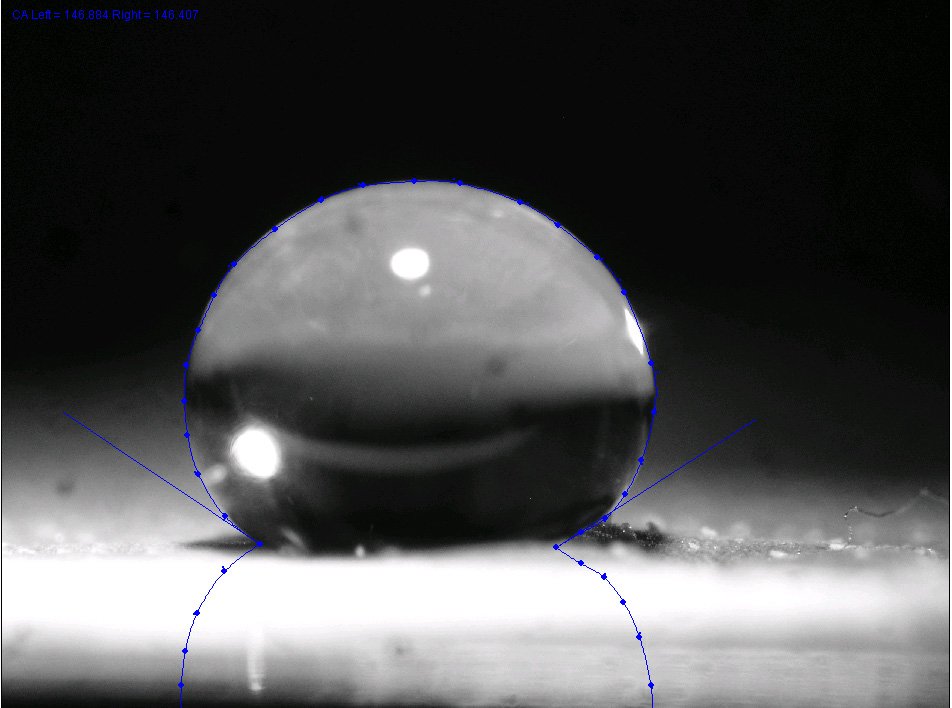
연잎의 물방울 접사 사진

연잎 효과(lotus effect)는 연꽃속 잎의 초소수성의 결과로 나타나는 자기 청소 특성을 말한다. 먼지 입자는 표면의 미세 및 나노 구조로 인해 물방울에 흡수되어, 연잎 표면에 물방울이 붙는 것을 최소화한다. 초소수성 및 자가 세정 특성은 한련속, 선인장속, 알케밀라속 식물에서도 발견되며, 나방과 같은 일부 곤충의 날개에서도 발견된다. 

## 같이 보기
- 생체모방